# IFK Karlskrona
IFK Karlskrona är en idrottsförening från Karlskrona i Blekinge län, bildad den 14 mars 1921, som idag har verksamhet i handboll och bridge. Klubben har en imponerande meritlista i handboll, med bland annat två allsvenska (nuvarande Handbollsligan) seriesegrar, deltagande i EHF-cupens final och skytteligasegrare i allsvenskan.
Herrlaget är på 13:e plats i maratontabellen. Av klubbar som inte spelat i högsta divisionen sedan 1900-talet är endast SoIK Hellas placerade högre i maratontabellen än IFK Karlskrona.
Säsongen 2024/2025 spelar herrlaget i Allsvenskan och damlaget i division 4.

## Historia
Första gången IFK Karlskrona omnämnts officiellt i samband med handboll är den 6 december 1925 då föreningens handbollslag besegrade lokalrivalen Karlskrona BK med 7–3.
IFK Karlskrona vann den allsvenska serien både 1945 och 1949. Under 1940- och 1950-talet tog laget också allsvenskt silver och brons vid tre tillfällen.
Även i cupsammanhang har laget varit framgångsrikt. Mellan åren 1978 och 1983 gick IFK från division 3-spel till final i Svenska cupen, tog SM-brons och spelade EHF-cupfinal (mot sovjetiska, sedermera ukrainska, ZTR Zaporozje) under samma säsong 1983. Efter 1980 har endast tre svenska klubbar spelat final i någon av de stora Europacuperna i handboll, IFK Karlskrona, HK Drott och Redbergslids IK.
Utöver de meriter som redovisats ovan, finns i samlingen två guld i junior-SM och ett guld i pojk-SM.
Den 1 maj 2013 startades en gemensamma satsningen på ungdomshandboll i Karlskrona genom att Karlskrona Handboll bildades av ungdomssektionerna i Hästö IF, IFK Karlskrona, HK Eklöven och Flottans IF. I juli 2022 slogs Karlskrona Handboll ihop med HIF Karlskrona och bildade HF Karlskrona.

## Damlag
IFK Karlskrona har även haft ett damallsvenskt lag under några säsonger. Det laget hette från början Långö AIK och spelade i högsta serien, men i samband med att allsvenskan gjordes om till bara en serie, bytte klubben och spelade under namnet IFK Karlskrona i fyra säsonger. Sista säsongen ombildade man laget återigen och nu fick det namnet Karlskronaflickorna/Rödeby AIF.

## Spelare i urval
Många stora spelare har passerat revy i IFK Karlskrona. Två av dem är Lars Alexandersson och Rolf Almqvist, som vann den allsvenska skytteligan 1955 och 1960.
Bland de som spelat i landslaget toppar Pierre Thorsson, med 237 landskamper, följd av Mats Lindau 87, Rolf Almqvist 81, Lars-Göran "Lill-Munken" Jönsson 73, Joachim Stenbäcken 55, Rolf Hertzberg 39 och Lars Faxe 33.